# معركة ميريوكيفالون
معركة ميريوكيفالون (بالتركية: Miryokefalon Savaşı)‏ هي معركة حدثت في عام 1176 في إقليم فريجيا بين سلاجقة الروم (الاتراك) بقيادة قلج أرسلان الثاني والبيزنطيين بقيادة الإمبراطور مانويل كومنينوس، هزم على إثرها البيزنطيين هزيمة منكرة، الذين تعرضوا لكمين عندما تحركوا عبر ممر جبلي. كانت هذه هي المحاولة الأخيرة غير الناجحة من قبل البيزنطيين لاستعادة المناطق الداخلية من الأناضول من الأتراك السلاجقة. مما مكن الاتراك من الاستمرار في التوسع في غرب الاناضول.

## خلفية
بين عامي 1158 و 1161، أسفرت سلسلة من الحملات البيزنطية ضد سلاجقة الروم الأتراك عن إبرام معاهدة مواتية للإمبراطورية، حيث اعترف السلطان بنوع من التبعية للإمبراطور البيزنطي. مباشرة بعد التفاوض على السلام، زار السلطان السلجوقي قلج أرسلان الثاني القسطنطينية حيث كان يعامل من قبل الإمبراطور مانويل كومنينوس كضيف شرف وتابع للإمبراطورية. بعد هذا الحدث لم يكن هناك عداء علني بين القوتين لسنوات عديدة. ومع ذلك، كان السلام هشًا، حيث أراد السلاجقة الانتقال من الهضبة الوسطى القاحلة لآسيا الصغرى إلى الأراضي الساحلية الأكثر خصوبة، بينما أراد البيزنطيون استعادة أراضي الأناضول التي فقدوها منذ معركة ملاذكرد قبل قرن من الزمان.
خلال فترة السلام الطويلة مع السلاجقة، كان مانويل قادرا على تركيز قوته العسكرية في الجبهات الأخرى. في الغرب هزم المجر وفرض السيطرة البيزنطية على جميع البلقان. في الشرق، استعاد قيليقية من السلالات الأرمنية المحلية وتمكن من تقليص إمارة أنطاكية الصليبية إلى مكانتها كتابع للإمبراطورية. ومع ذلك، فإن السلام مع بيزنطة سمح أيضا لقلج أرسلان بالقضاء على المنافسين الداخليين وتعزيز موارده العسكرية. عندما توفي أقوى حاكم إسلامي في سوريا نور الدين زنكي عام 1174، كان خليفته صلاح الدين الأيوبي أكثر اهتمامًا بمصر وفلسطين من الأراضي التي تحد الإمبراطورية. أعطى هذا التحول في السلطة قلج أرسلان الحرية لتدمير إمارات الدانشمنديون في شرق الأناضول وطرد أخاه شاهينشاه من أراضيه بالقرب من أنقرة. هرب شاهينشاه، الذي كان تابعًا لمانويل، وإمراء الدانشمنديون إلى حماية بيزنطة. في عام 1175، انهار السلام بين بيزنطة وسلاجقة الروم عندما رفض قلج أرسلان تسليم الإمبراطور البيزنطي الأراضي التي غنمها من انتصاره على الدانشمنديون، كما كان ملزمًا بموجب المعاهدة.

## السير إلي المعركة

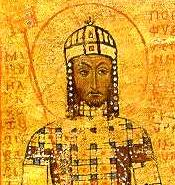
الإمبراطور مانويل كومنينوس

كان من المفترض أن يكون الجيش الذي جمعه مانويل في لوباديون كبيرًا جدًا لدرجة أنه انتشر عبر عشرة أميال، وسار باتجاه الحدود مع السلاجقة عبر لاوديكيا وكولوسي ولامب وكيلاناي وتشوما وأنطاكية. حاول أرسلان التفاوض لكن مانويل كان مقتنعا بتفوقه ورفض السلام الجديد. أرسل جزءًا من الجيش تحت قيادة أندرونيكوس فاتزيس نحو أماصيا بينما كانت قواته الأكبر تسير نحو العاصمة السلجوقية في قونية (عاصمة سلاجقة الروم). كان كلا الطريقين يمران بمناطق كثيفة الأشجار، حيث كان من السهل على الأتراك أن يختبئوا وينصبوا كمائن. تم تدمير الجيش المتجه نحو أماسيا في أحد تلك الكمائن. قام الأتراك في وقت لاحق بعرض رأس أندرونيكوس، مخترقًا بحربة، أثناء القتال في ميريوكيفالون.
كما دمر الأتراك المحاصيل وسمموا إمدادات المياه لجعل مسيرة مانويل أكثر صعوبة. ضيق أرسلان على الجيش البيزنطي لإجباره على الدخول في وادي ميندر، وبالتحديد الممر الجبلي لتزيفريتز بالقرب من قلعة ميريوكيفالون. بمجرد وصوله قرر مانويل الهجوم، على الرغم من خطر الكمائن الإضافية، وأيضًا على الرغم من حقيقة أنه كان يمكنه أن يحاول إخراج الأتراك من مواقعهم لمقاتلتهم في سهل فيلوميليون القريب، موقع النصر السابق الذي انتصر فيه جده ألكسيوس. قلة الأعلاف، والمياه لقواته، وحقيقة أن الزحار قد اندلع في جيشه قد دفع مانويل إلى اتخاذ قرار إجبار جيشه المرور بغض النظر عن خطر الكمين.

## المعركة
تتفق جميع المصادر على أن القوة البيزنطية كانت ذات حجم استثنائي. ويقدر المؤرخ جون هالدون تعداد الجيش بما يتراوح بين 25000 و 30000 رجل، في حين أن جون بيركنماير يقدر عدد الجيش بحوالي 35000 رجل. يستمد الرقم الأخير من حقيقة أن المصادر أشارت إلى وجود قطار إمداد مكون من 3000 عربة مصاحبة للجيش، وهو ما يكفي لدعم ما بين 30000 و 40000 رجل. يعتقد بيركنماير أن الجيش احتوى على 25000 من القوات البيزنطية مع بقية مؤلفة من وحدة الحلفاء المجر أرسلتها بيلا الثالث ملك المجر وقوات مشاركة قدمتها إمارة أنطاكية وصربيا.
تم تقسيم الجيش البيزنطي إلى عدد من الكتائب، التي دخلت الممر بالترتيب التالي: طليعة، إلى حد كبير من المشاة (الكتائب الأخرى التي تتكون من مزيج من المشاة وسلاح الفرسان)؛ الكتيبة الرئيسية (شرق وغرب من جيش التاغما)؛ ثم الجناح اليميني (الذي يتكون إلى حد كبير من أنطاكية وغيرهم من الغربيين)، بقيادة بالدوين الأنطاكي (صهر مانويل)؛ قطارات الأمتعة والحصار. الجناح الأيسر البيزنطي، بقيادة ثيودور مافروزوم وجون كانتاكوزينوس؛ الإمبراطور وقواته المختارة؛ وأخيرا الكتيبة الخلفية تحت قيادة الجنرال ذي الخبرة أندرونيكوس كونتوستيفانوس. لم تكن هناك تقديرات لأرقام السلاجقة للمعركة. قدمت المصادر الأولية أرقامًا لحملات السلاجقة الأخرى. في عام 1160، هزم جون كونتوستيفانوس قوة من 22000 من الأتراك السلاجقة وحوالي 20,000-24000 الأتراك غزت وادي نهر مايندر في 1177. ومع ذلك، قدّر المؤرخون الحديثون أن مختلف الدول الخلف السلجوقية (مثل سلطنة الررم) يمكن أن تتسع لأكثر من 10,000 - 15000 رجل. من المحتمل أن يكون هذا تقديرًا تقريبيًا لقوة السلاجقة المحتملة في ميريوكيفالون بالنظر إلى الدولة السلجوقية الأكبر حجماً والموحدة التي تضم حوالي 20,000 إلى 30000 رجل في معركة ملاذكرد في 1071. كانت سلطنة الروم أصغر من الناحية الإقليمية من الدولة السلجوقية وربما كان لديها جيوش أصغر، على سبيل المثال جيشها في معركة دوريلايوم في 1097 قدرت ما بين 6000 - 8000 رجل.
كانت الطليعة البيزنطية أول من واجه قوات أرسلان، ومرت عبر الممر مع عدد قليل من الخسائر، كما فعلت الكتيبة الرئيسية. ربما لم ينتشر الأتراك بشكل كامل في مواقعهم. أرسلت هذه الفرق المشاة إلى المنحدرات لإزاحة جنود السلاجقة الذين أجبروا على الانسحاب إلى مناطق مرتفعة. لم تتخذ الكتائب التالية هذا الاحتياط، كما كانت مهملة في عدم الحفاظ على تشكيل دفاعي للصفوف المغلقة ولم تنشر رماتها بشكل فعال. بحلول الوقت الذي خرجت فيه الكتيبتان البيزنطيتان الأوليتان من نهاية الممر، كان الجزء الخلفي على وشك الدخول؛ هذا سمح للأتراك بإغلاق فخهم على تلك الكتائب التي ما زالت داخل الممر. الهجوم التركي، انقض من المرتفعات، سقط بشكل خاص على الجناح اليميني البيزنطي. يبدو أن هذه الكتيبة قد فقدت بسرعة التماسك وتدمرت، والجنود الفارين من الكمين يركضون في كثير من الأحيان إلى اتجاهات عشوائية. وقد تكبدت الجهة اليمنى خسائر فادحة وقُتل قائدها بالدوين. ثم ركز الأتراك هجماتهم على قطارات الأمتعة والحصار، وأسقطوا حيوانات الجر وخنقوا الطريق. كما تكبدت الفرقة اليسارية خسائر فادحة وتم قتل أحد قادتها، جون كانتاكوزينوس، عندما قاتل بمفرده ضد مجموعة من جنود السلاجقة. أصيبت القوات البيزنطية بالذعر بسبب المذبحة أمامهم وإدراكهم أن الأتراك قد بدأوا في مهاجمة مؤخرتهم. لم ينجح الهبوط المفاجئ للعاصفة الترابية العمياء في تحسين معنويات أو تنظيم القوات البيزنطية، على الرغم من أنه كان يجب أن يربك قوات السلاجقة أيضًا. في هذه المرحلة، يبدو أن مانويل قد عانى من أزمة ثقة وجلس في مكانه، بانتظار مصيره ومصير جيشه.
قام الإمبراطور في نهاية المطاف بإثارة ضباطه وإعادة الانضباط وتنظيم قواته في تشكيل دفاعي؛ عند تكوينها، شقوا طريقهم خلف حطام الأمتعة والخروج من الممر. عند الخروج من الممر، انضموا إلى الشاحنة الناجية والكتائب الرئيسية، بقيادة جون وأندرونيكوس أنجيلوس، قسنطين ماكرودوكاس وأندرونيكوس لابارداس. في حين أن بقية الجيش قد تعرضوا لهجوم أثناء مرور قوات الشاحنة وقامت الفرق الرئيسية ببناء معسكر محصن. وصلت الكتيبة الخلفية، تحت قيادة أندرونيكوس كونتوستيفانوس، إلى المخيم متأخراً بعض الشيء عن الإمبراطور، بعد أن تكبد خسائر قليلة.
أمضيت الليلة في صد هجمات أخرى قام بها الرماة السلجوقيون بنجاح. ذكر المؤرخ نيكيتاس شونييتس أن مانويل فكر في التخلي عن قواته لكنه شعر بالخزي من البقاء بسبب كلمات قاسية خرجت من جندي مجهول وأيضا استهجان كونتستفانوس الذي أصابه بالصدمة. ومع ذلك، يبدو أن هذا مؤلم للغاية من جانب المؤرخ لأن مانويل كان سيضع نفسه في خطر أكبر بكثير عن طريق الهروب مما لو ظل في وسط جيشه. في اليوم التالي، حلّق الأتراك حول المخيم وهم يطلقون السهام؛ أمر مانويل بشن هجومين مضادين بقيادة جون أنجيلوس وقسنطين مكرودوكاس على التوالي، لكن لم يكن هناك جدوى.

## النتيجة

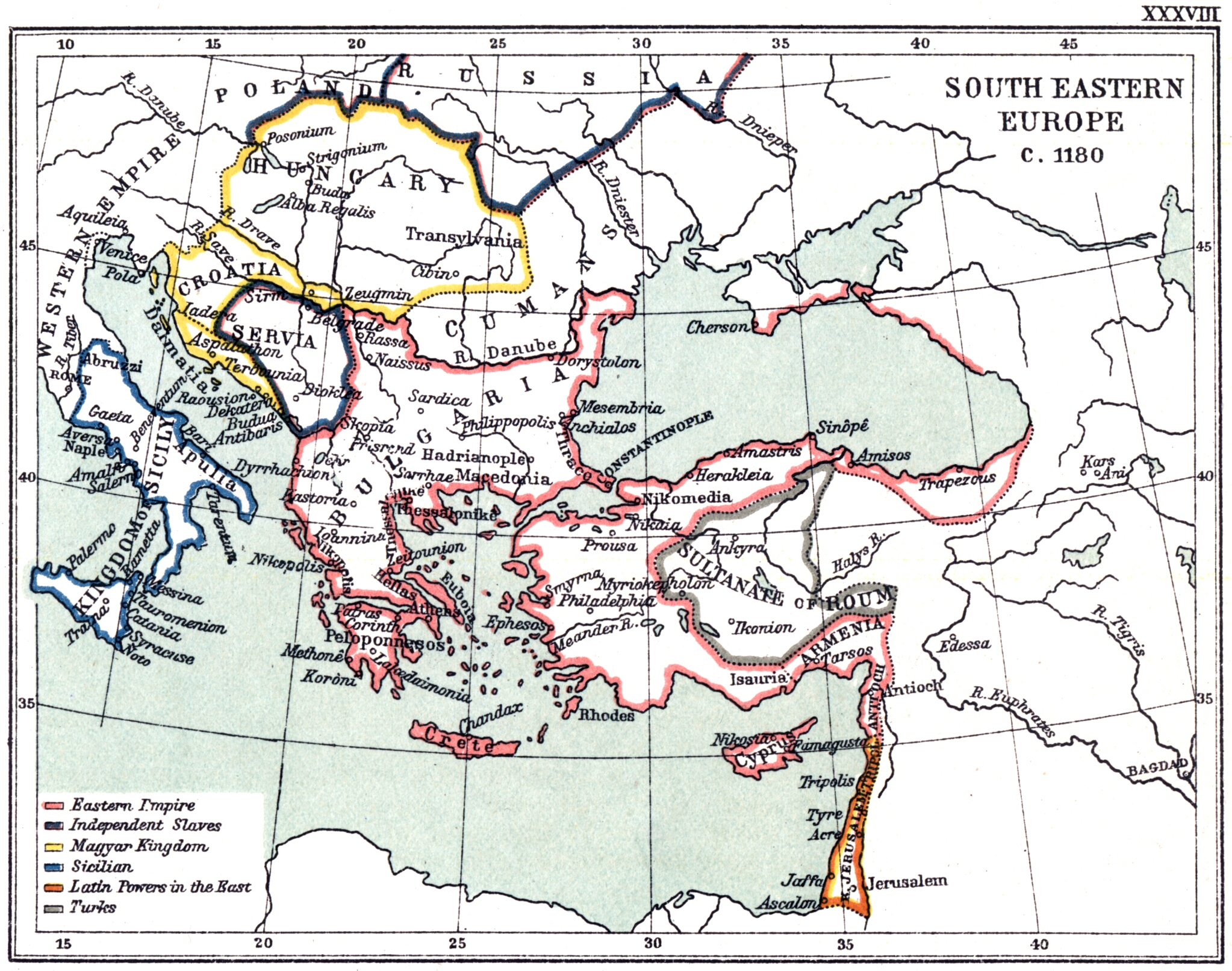
خريطة للإمبراطورية البيزنطية توضح موقع ميريوكيفالون

يبدو أن كلا الجانبين عانى من خسائر، رغم أنه من الصعب تحديد حجمهما. افترض المؤرخون الحديثون أن حوالي نصف الجيش البيزنطي كان متورط وأن حوالي نصف هؤلاء أصبحوا ضحايا. عندما عاد الجيش البيزنطي عبر الممر بعد المعركة، شوهد أن الموتى قد تم تجريدهم من فروة الرأس وتشويه أعضائهم التناسلية، «قيل أن الأتراك اتخذوا هذه الإجراءات حتى لا يمكن تمييز المختونين عن غير المختونين ولذلك الانتصار تم التنازع عليه والاختلاف عليه لأن الكثيرين سقطوا على الجانبين». والأهم من ذلك أن معدات حصار مانويل قد تم أسرها وتدميرها. لم يعد البيزنطيون يملكون أي وسيلة لمهاجمة قونية، والآن هم في وضع لا يمكنهم من مواصلة الحملة. كما حرص السلطان السلجوقي على استعادة السلام في أقرب وقت ممكن؛ أرسل مبعوثًا يدعى «غفراس»، مع هدايا من فرسان الحرب النيسانيين والسيف، إلى مانويل من أجل التفاوض على هدنة. ونتيجة لهذه المفاوضات تم السماح للجيش البيزنطي للانسحاب دون مضايقة بشرط أن مانويل يقوم بتدمير الحصون التابعة له وإخلاء الحاميات في حصني دوريليوم وسوبلايوم في الأراضي الحدود البيزنطية والسلجوقية. ومع ذلك، على الرغم من اعلان قلج أرسلان الحسن النية بعدم التعرض، فقد تعرض الجيش البيزنطي المنسحب للمضايقات من قبل هجمات رجال القبائل التركمان (الذين ربما كانت سيطرة قلج أرسلان عليهم ضئيلة للغاية). ذلك وبالإضافة لعدم حفاظ السلطان سابقا على ما التزم به من المعاهدة الموقعة في 1162، أعطى ذلك لمانويل ذريعة لأن لا يلتزم هو الأخر بالشروط الجديدة في مجملها. لذلك قام بتدمير تحصينات القلعة الأقل أهمية سوبلايوم لكنه ترك دوريليوم سليمة.
قارن مانويل نفسه هزيمته بهزيمة ملاذكرد، فأرسل رسالة إلى القسطنطينية قبل أن يشبه جيشه مصيره بمصير رومانوس ديوجينيس. ومع ذلك، في نفس الرسالة قال: «ثم امتدحت المعاهدات المبرمة مع السلطان، متفاخرًا بأنها قد أبرمت تحت رايته الخاصة التي كانت تلوح في الريح نظرًا للخط الأمامي للعدو بحيث سقطت الهزة والخوف عليهم.» من الجدير بالذكر أن السلطان هو من بدأ مقترحات السلام بإرسال مبعوث إلى مانويل وليس العكس. الاستنتاج بأن قلج أرسلان، على الرغم من التفاوض من موقع قوة، لم يأخذ باعتباره أن قدرة قواته على تدمير الجيش البيزنطي أمر محتوم. أحد الأسباب المحتملة لإحجام قلج أرسلان عن تجديد المعركة وعدم وضعه لشروط صعبه هو أن نسبة كبيرة من قواته غير النظامية ربما كانت منشغلة بحصد الغنائم الذي أخذوها أكثر من رغبتهم في مواصلة القتال، وهذا ترك جيشه ضعيفًا إلى حد كبير.

## ما بعد المعركة
على الرغم من هزيمة ميريوكيفالون الكبيرة للبيزنطيين، لم تؤثر ماديًا على قدرات الجيش البيزنطي. وهذا ما يؤكده الانتصار الملحوظ الذي حققه البيزنطيون على السلاجقة في معركة هيليون وليموشير على نهر ميندر في العام التالي. العجيب في الأمر أن كانت هذه المعركة عكس ميريوكيفالون، حيث قام جيش من السلاجقة بالوقوع في كمين كلاسيكي وضعه الجنرال البيزنطي يوحنا كومنينوس فاتاتزيس. واصل مانويل لقاء السلاجقة في معارك أصغر مع بعض النجاح، واختتم سلامًا مفيدًا على الأرجح مع قلج أرسلان في 1179. ومع ذلك، مثل ملاذكرد، كانت ميريوكيفالون حدثًا محوريًا وبعده بدأ التوازن بين القوتين في الأناضول بالتحول تدريجياً، وبالتالي لم تتمكن بيزنطة من التنافس على هيمنة الأناضول الداخلية.
كان لميريوكيفالون تأثير نفسي أكثر من مجرد تأثير عسكري، حيث أثبت أن الإمبراطورية لن تستطع تدمير سلطة السلاجقة في وسط الأناضول، على الرغم من التقدم المحرز خلال عهد مانويل. في الأساس، كانت المشكلة هي أن مانويل سمح لنفسه بأن يصرف انتباهه عن طريق سلسلة من المغامرات العسكرية في إيطاليا ومصر، بدلاً من التعامل مع قضية الأتراك الأكثر إلحاحًا. وقد أعطى هذا السلطان سنوات عديدة للقضاء على منافسيه، وتمكينه من بناء قوة قادرة على مواجهة الجيش البيزنطي في هذا المجال. لولا السنوات اللازمة لبناء القوة العسكرية السلجوقية، ما كانت المعركة ستقع. علاوة على ذلك، خلال الحملة، ارتكب مانويل العديد من الأخطاء التكتيكية الخطيرة، مثل الفشل في اكتشاف المسار الصحيح للتقدم بفعالية وتجاهل نصيحة كبار ضباطه. تسببت هذه الإخفاقات له لقيادة قواته مباشرة في كمين كلاسيكي. ومع ذلك، من الواضح أنه نظم دفاعًات جيشه بطريقة فعالة للغاية. كان الجيش مكونًا من عدد من «كتائب»، كان كل منها يعتمد على نفسه ويمكنه أن يعمل كجيش مستقل صغير؛ لقد قيل إن هذه التنظيم هو الذي سمح للجزء الأكبر من جيشه بالبقاء على قيد الحياة من الكمين الذي لحق به.
كان أحد الجوانب المهمة لتنظيم مانويل هو أن الطليعة كانت تتألف من المشاة. تعتبر قوات المشاة قوات أفضل بكثير من سلاح الفرسان عند العمل في التضاريس الجبلية ويبدو أن عربة المشاة كانت تهدف إلى إزاحة أي جندي سلجوقي من الأرض المرتفعة التي تسيطر على الممر. لقد فشلوا بشكل كبير في اجتياح السلجوقيين من الممر وكان هذا الفشل سبباً رئيسياً للهزيمة البيزنطية. إضافة إلى ذلك، يبدو أن هناك فشلًا في القيادة العامة من قبل قادة الأجنحة اليمنى واليسرى، الذين لم ينشروا قواتهم على نحو فعال كما فعل قادة الفرقتين الرئيسيتين.
بعد وفاة مانويل، انجرفت الإمبراطورية إلى الفوضى، ولم يكن بإمكانها شن هجوم كبير في الشرق مرة أخرى. شهدت هزيمة ميريوكيفالون نهاية المحاولات البيزنطية لاستعادة هضبة الأناضول، التي فقدت الآن من الإمبراطورية إلى الأبد.

### المصدر الأساسي
- Choniates، Niketas (1984)، Historia، English translation: Magoulias, H. (O City of Byzantium: Annals of Niketas Choniates)، Detroit، ISBN:0-8143-1764-2{{استشهاد}}:  صيانة الاستشهاد: مكان بدون ناشر (link)